# Brachiaria lata
Brachiaria lata là một loài thực vật có hoa trong họ Hòa thảo. Loài này được (Schumach.) C.E.Hubb. mô tả khoa học đầu tiên năm 1938.